# Funke (Entladung)

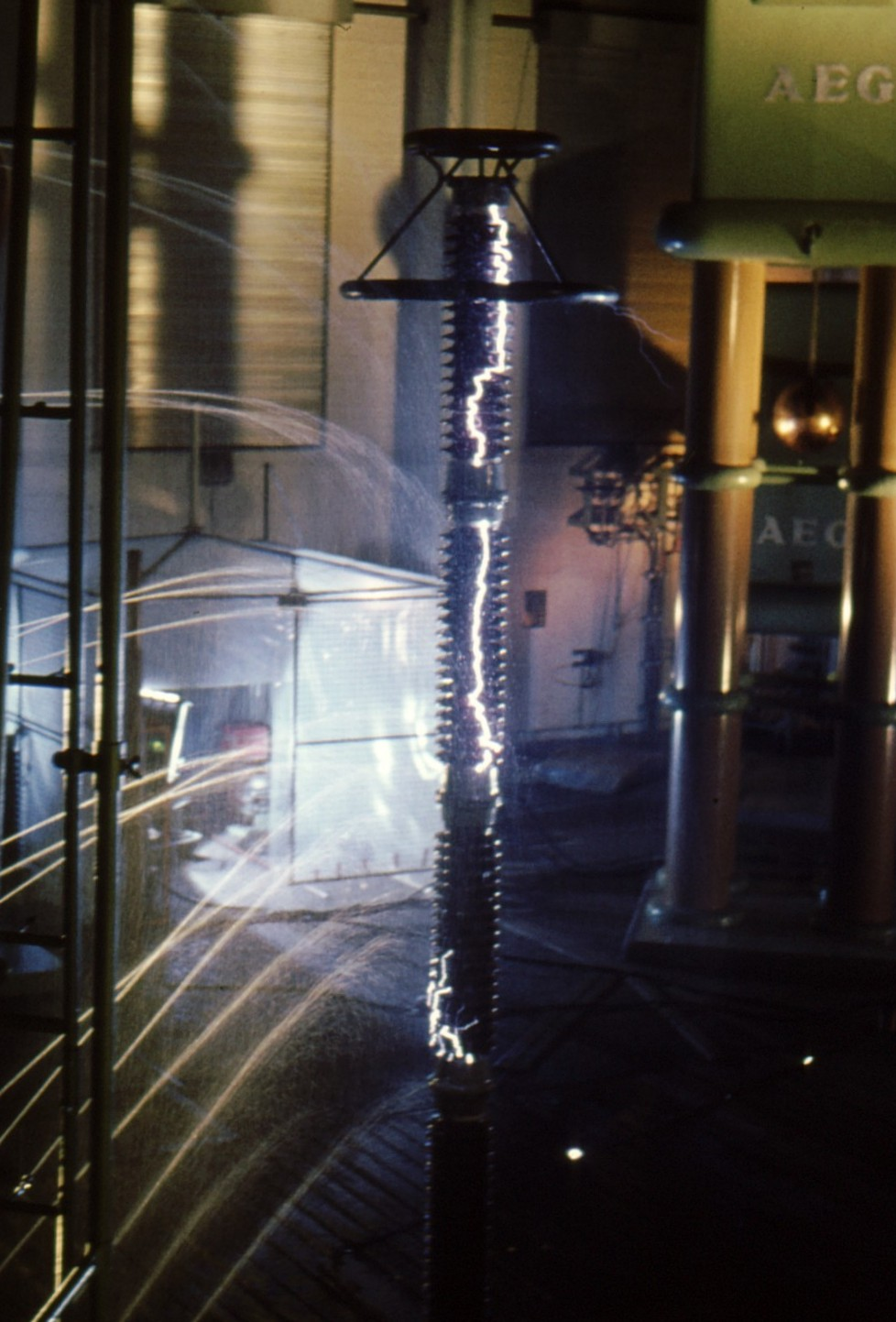
Hochspannungsentladung (Überschlag) über mehrere Stabisolatoren

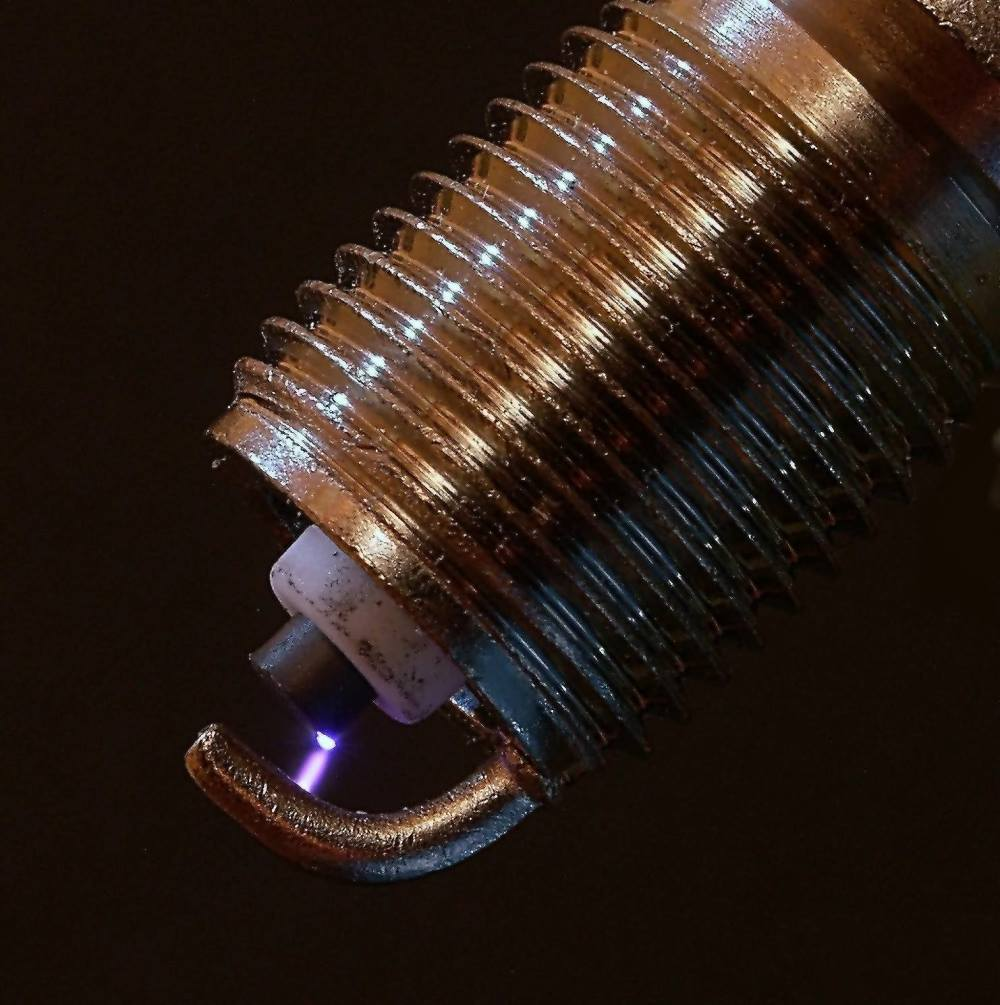
Funke einer Zündkerze

Als Funke wird das Licht ausstrahlende Plasma einer kurzzeitigen Gasentladung bei Atmosphärendruck bezeichnet. Es verläuft entlang eines dünnen Kanals und verlischt nach Ladungsausgleich von selbst.
Funken entstehen bei elektrischen Spannungen zwischen zwei elektrischen Leitern oder Elektroden durch Stoßionisation, wenn die Schlagweite unterschritten wird.
In trockener Luft unter Standardbedingungen (Atmosphärendruck) werden, abhängig vom vorherrschenden Gas, pro Millimeter zwischen den Leitern etwa 1 kV bis zum Überschlag eines Funkens benötigt. Dieser Wert variiert jedoch stark je nach Art des Gases bzw. des Gasgemisches sowie dessen Luftfeuchtigkeit und Luftdruck.

## Details
Die Schlagweite, das heißt, die Entfernung zwischen zwei Leitern, bei deren Unterschreitung bei gegebener Spannung zwischen ihnen ein Überschlag (Funkenentladung) stattfindet, hängt ab:
- von der Form der Leiter – spitze Leiterenden fördern einen Überschlag (vgl. auch Feldemission)
- von der Luftfeuchtigkeit und der Gasart – Feuchtigkeit führt eher zum Überschlag, Schwefelhexafluorid kann Überschläge verhindern
- ionisierende Strahlung, zum Beispiel Ultraviolett, Röntgen- und Gammastrahlung, geladene Teilchen, fördert einen Überschlag
- mit sinkendem Luftdruck steigt die Schlagweite; das hat Bedeutung für Elektroanlagen in großen Höhen (Gebirge, Flugzeuge, Raketen): höhenfeste elektrische Anlagen benötigen größere Luft- und Kriechstrecken
- hoher Gasdruck verringert die Schlagweite (Bedeutung z. B. für die Funktion von Zündanlagen an Ottomotoren)

Wird in eine Funkenentladung genügend Strom nachgeliefert, entsteht daraus eine Bogenentladung bzw. ein Lichtbogen, siehe hierzu auch Schaltlichtbogen: Während die Elektroden bei einer Funkenentladung im Wesentlichen kalt bleiben, verdampfen bei einer Bogenentladung Teile der Leiter bzw. Elektroden und es entsteht ein Metalldampfplasma. Wenn eine Funkenstrecke sehr häufig zünden muss, drohen lokale Überhitzung und Schmelzen des Materials. Das kann durch eine Säule von unterteilten Löschfunkenstrecken verhindert werden. Die Entladungen finden an wechselnden Stellen entlang des Umfangs der Scheiben statt, die durch Funkenerosion abbrennen. Die Wärmekapazität der Messingplatten kühlt die Funken, damit sie bei Unterschreitung eines Mindeststromes schnell wieder verlöschen. Bei sehr großen Leistungen werden die Platten wassergekühlt.
Auch Gewitterblitze sind Funkenentladungen.
Beim Öffnen und Schließen elektrischer Schalter entstehen Schalt- oder Abreißfunken bzw. Schaltlichtbögen. Sie führen zu Kontaktabbrand und können durch zusätzliche elektrische Bauteile unterdrückt oder vermieden werden (Schutzdiode, Boucherot-Glied).
Funkenentladungen aufgrund elektrostatischer Aufladung können elektronische Bauelemente zerstören (ESD).
Ein Funke stellt innerhalb sehr kurzer Zeit (µs bis herab zu einigen 10 ns) durch Stoßionisation eine elektrische Verbindung zwischen zwei Elektroden her, es treten sehr hohe Ströme auf (bei elektrostatischen Entladungen bereits mehrere hundert Ampere, bei Blitzen bis 100 kA).
Funkenentladungen senden neben Ultraviolett- und Lichtstrahlung immer auch Radiowellen-Impulse aus. Sie stellen starke Störquellen (siehe elektromagnetische Verträglichkeit, kurz EMV) bis in den GHz-Bereich dar. Erste Radiowellen-Sender arbeiteten mit Funkenstrecken und gaben der Funktechnik ihren Namen. Zündanlagen von Ottomotoren werden daher entstört, indem u. a. die Stromanstiegsgeschwindigkeit mit einem im Zündkerzenstecker oder in der Zündkerze befindlichen Widerstand verringert wird.
Das Bürstenfeuer an Gleichstrommotoren ist ebenfalls eine Funkenentladung.
Funkenstrecken werden zur Erzeugung starker elektrischer Impulse (z. B. Stickstofflaser, Teslatransformator), zur Ionisation, zum Zünden chemischer Reaktionen (Piezo-Feuerzeug, Zündkerze), zum Zünden von Lichtbögen beim WIG-Schweißen, zum Überspannungsschutz in elektronischen Geräten und in der Energieübertragung verwendet.
Eine weitere Anwendung ist die Funkenkammer zum Nachweis der Bahn ionisierender Teilchen.